# Mopeli Molapo
Mopeli „Stephen“ Molapo (* 27. November 1957) ist ein ehemaliger lesothischer Mittelstreckenläufer.
Er trat bei den Olympischen Sommerspielen 1980 in Moskau an. Im Wettbewerb über 1500 m errang er eine Zeit von 3:55.50. Er schied damit in den Vorläufen aus.